# Sukalki
El sukalki es un plato típico del País Vasco. Es un ragú de carne de guisar.
Es un plato completo que se puede consumir como plato único por su alto nivel calórico.

## Ingredientes
Sus ingredientes son:
- Carne de guisar
- Cebolla
- Zanahoria
- Pimiento choricero
- Guisante
- Patata
- Caldo de carne
- Ajo

## Curiosidades
En las fiestas regionales del País Vasco es costumbre hacer concursos de platos de cocina y uno de los más usados para este evento es el sukalki.
El más importante de estos concursos es el concurso de sukalki de Mungia
- Datos: Q3326726